# Cantó de Paimpol
El cantó de Paimpol (bretó Kanton Pempoull) és una divisió administrativa francesa situat al departament de Costes del Nord a la regió de Bretanya.

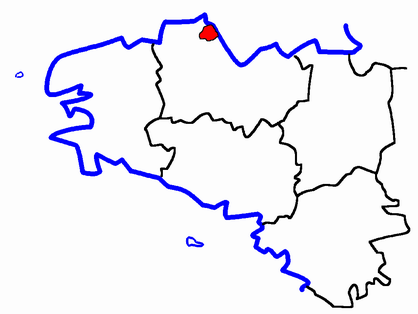
Situació del cantó

## Composició
El cantó aplega 7 comunes :
| Nom bretó     | Nom francès   | Nom gal·ló |
| Enez-Vriad    | Île-de-Bréhat | ---        |
| Kerfod        | Kerfot        | ---        |
| Pempoull      | Paimpol       | ---        |
| Eviaz         | Yvias         | Yvinyac    |
| Plaeraneg     | Ploubazlanec  | ---        |
| Ploueg-ar-Mor | Plouézec      | ---        |
| Plourivoù     | Plourivo      |            |

## Història
| Data d'elecció                           | Identitat        | Partit | Qualitat            |
| ---------------------------------------- | ---------------- | ------ | ------------------- |
| març 2004                                | Alain Le Guyader | PS     | Alcalde de Plourivo |
| les dades anteriors no són pas conegudes |                  |        |                     |
|                                          |                  |        |                     |